# Топорков, Геральд Николаевич
Геральд Николаевич Топорков (15 марта 1928 ― 7 сентября 1977) ― советский композитор и музыкальный педагог.

## Биография
Родился 15 марта 1928 года в деревне Ляпустино Богдановичского района Уральской области.
С детства увлекался музыкой, выступал в школьном хоре, освоил игру на многих народных инструментах.
В 1946 году поступил на теоретико-композиторское отделение Свердловского музыкального училища имени П. И. Чайковского, где обучался в классе композиции сначала у Б. Д. Гибалина, а затем у Л. Б. Никольской.
Постановление правительства 1948 года и последовавшая за ним критика подготовки композиторов в высших учебных заведениях (в том числе в Уральской государственной консерватории) привели к запрещению приема на композиторское отделение. Поэтому после окончания училища Топорков был вынужден поступить на историко-филологический факультет Уральского государственного университета. Здесь он проучился один учебный год, после чего всё же был зачислен в класс композиции В. Н. Трамбицкого, а затем и остался его учеником в аспирантуре.
С 1956 года начал свою преподавательскую деятельность в Уральской консерватории, где вёл класс инструментовки вплоть до своей смерти в 1977 году.
В конце 1950-х ― начале 1960-х годов написал свои лучшие сочинения: скрипичный концерт и Четвёртая симфония. Одним из его любимых жанров была фортепианная прелюдию.
Член Союза композиторов РСФСР с 1958 года. Председатель правления Уральской организации Союза композиторов РСФСР в 1966―1977 годах.
Заслуженный деятель искусств РСФСР (1973).
Похоронен на Широкореченском кладбище Екатеринбурга.